# Tokushima Vortis
Tokushima Vortis (徳島ヴォルティス, Tokushima Vorutisu) är ett fotbollslag från Tokushima i Tokushima prefektur i Japan. Laget spelar för närvarande (2020) i den näst högsta proffsligan J2 League. 
Laget bildades 1955 och namnet "VORTIS" kommer ifrån det italienska ordet "Vortice" (engelska: whirlpool) och initialerna från de närliggande områdena Tosa, Iyo, och Sanuki.

## Placering tidigare säsonger
Deltog ej 1993–2004
| Säsong | Nivå | Liga      | Placering | Referens | Notering |
| ------ | ---- | --------- | --------- | -------- | -------- |
| 2005   | 2    | J2 League | 9         | [ 2 ]    |          |
| 2006   | 2    | J2 League | 13        | [ 3 ]    |          |
| 2007   | 2    | J2 League | 13        | [ 3 ]    |          |
| 2008   | 2    | J2 League | 15        | [ 4 ]    |          |
| 2009   | 2    | J2 League | 9         | [ 4 ]    |          |
| 2010   | 2    | J2 League | 8         | [ 5 ]    |          |
| 2011   | 2    | J2 League | 4         | [ 6 ]    |          |
| 2012   | 2    | J2 League | 15        | [ 7 ]    |          |
| 2013   | 2    | J2 League | 4         | [ 8 ]    |          |
| 2014   | 1    | J1 League | 18        | [ 9 ]    |          |
| 2015   | 2    | J2 League | 14        | [ 10 ]   |          |
| 2016   | 2    | J2 League | 9         | [ 11 ]   |          |
| 2017   | 2    | J2 League | 7         | [ 12 ]   |          |
| 2018   | 2    | J2 League | 11        | [ 13 ]   |          |
| 2019   | 2    | J2 League | 4         | [ 14 ]   |          |
| 2020   | 2    | J2 League | 1         | [ 15 ]   | Pandemin |
| 2021   | 1    | J1 League | 17        | [ 16 ]   |          |
| 2022   | 2    | J2 League | 8         | [ 17 ]   | Pandemin |
| 2023   | 2    | J2 League | 15        | [ 18 ]   |          |
| 2024   | 2    | J2 League | 8         | [ 19 ]   |          |

## Spelartrupp
Aktuell 23 april 2022
| Nr | Land      | Pos | Namn                                |
| -- | --------- | --- | ----------------------------------- |
| 1  | Spanien   | MV  | José Aurelio Suárez                 |
| 2  | Japan     | F   | Taiki Tamukai                       |
| 3  | Japan     | F   | Ryoga Ishio                         |
| 5  | Japan     | F   | Hidenori Ishii                      |
| 6  | Japan     | MF  | Kohei Uchida                        |
| 7  | Japan     | MF  | Eiji Shirai                         |
| 9  | Norge     | A   | Mushaga Bakenga                     |
| 10 | Japan     | MF  | Masaki Watai                        |
| 11 | Japan     | MF  | Koki Sugimori                       |
| 13 | Japan     | F   | Naoto Arai (lån från Cerezo Osaka)  |
| 14 | Brasilien | F   | Cacá                                |
| 15 | Japan     | A   | Shota Fujio (lån från Cerezo Osaka) |
| 16 | Japan     | MF  | Chie Edoojon Kawakami               |
| 17 | Japan     | A   | Kazunari Ichimi                     |
| 18 | Japan     | A   | Akihiro Sato                        |
| 19 | Japan     | MF  | Yushi Hasegawa                      |
| 20 | Japan     | MF  | Shunto Kodama                       |

| Nr | Land     | Pos | Namn                                     |
| -- | -------- | --- | ---------------------------------------- |
| 21 | Japan    | MV  | Hayate Tanaka                            |
| 22 | Japan    | MF  | Seiya Fujita                             |
| 23 | Sydkorea | MF  | Go Hyun-ri                               |
| 24 | Japan    | MF  | Kazuki Nishiya                           |
| 25 | Japan    | F   | Takashi Abe                              |
| 26 | Japan    | F   | Kodai Mori                               |
| 27 | Japan    | MF  | Tatsunori Sakurai (lån från Vissel Kobe) |
| 29 | Japan    | MV  | Koki Matsuzawa                           |
| 30 | Japan    | A   | Kiyoshiro Tsuboi                         |
| 31 | Japan    | MV  | Toru Hasegawa                            |
| 32 | Japan    | MF  | Hiroshi Omori                            |
| 33 | Japan    | MF  | Shiryu Fujiwara                          |
| 34 | Nigeria  | A   | Oriola Sunday                            |
| 37 | Japan    | MF  | Akira Hamashita                          |
| 39 | Japan    | A   | Taiyo Nishino                            |
| 40 | Japan    | MV  | Naoki Goto                               |